# Junkers T 29
Die Junkers T 29 war ein einmotoriges, als Tiefdecker konstruiertes Schul- und Sportflugzeug des deutschen Herstellers Junkers von 1925. Da sich keine Käufer fanden, wurden nur zwei Flugzeuge gebaut und von Junkers als Versuchsflugzeuge eingesetzt.

## Konstruktion
Die T 29 war ein Ganzmetallflugzeug mit Wellblechbeplankung. In ihm kam ein 59 kW starker Junkers-L-1-Motor zum Einsatz.
Als Besonderheit für eine Sportmaschine damaliger Zeit waren die nebeneinanderliegenden Sitze im offenen Cockpit. Dadurch sollte die Nutzung als Schulflugzeug verbessert werden. Über dem Cockpit befand sich eine Art Überrollbügel, der die Insassen im Falle eines Überschlags schützte. Dies gab dem Flugzeug den Beinamen „Bügeleisen“.
Absolutes Novum war der Einsatz der so genannten Junkers-Doppelflügel nach DRP-Nr. 396621 (Deutsches Reichs-Patent) vom 12. Juni 1921, wie sie später auch an der Junkers G 38 und an der Junkers Ju 52/1m eingesetzt worden sind.

## Technische Daten
| Kenngröße             | Daten                                                                      |
| --------------------- | -------------------------------------------------------------------------- |
| Besatzung             | 1                                                                          |
| Passagiere            | 1                                                                          |
| Länge                 | 7,15 m                                                                     |
| Spannweite            | 11,50 m                                                                    |
| Höhe                  | 2,25 m                                                                     |
| Flügelfläche          | 15,60 m²                                                                   |
| Flügelstreckung       | 8,5                                                                        |
| Leermasse             | 490 kg                                                                     |
| Zuladung              | 200 kg                                                                     |
| Startmasse            | 690 kg                                                                     |
| Flächenbelastung      | 48,00 kg/kW                                                                |
| Leistungsbelastung    | 10,00 kg/m²                                                                |
| Triebwerke            | ein luftgekühlter Sechszylinder-Reihenmotor Junkers L 1a mit 59 kW (80 PS) |
| Höchstgeschwindigkeit | 140 km/h                                                                   |
| Reisegeschwindigkeit  | 120 km/h                                                                   |
| Gipfelhöhe            | 2500 m                                                                     |